# Schizonycha callosicollis
Schizonycha callosicollis är en skalbaggsart som beskrevs av Moser 1924. Schizonycha callosicollis ingår i släktet Schizonycha och familjen Melolonthidae. Inga underarter finns listade i Catalogue of Life.